# Сельское поселение «Узон»
Се́льское поселе́ние «Узон» (бур. Узэнын hомон) — муниципальное образование в Дульдургинском районе Забайкальского края Российской Федерации.
Административный центр — село Узон.

## История
Статус и границы сельского поселения установлены Законом Читинской области от 19 мая 2004 года «Об установлении границ, наименований вновь образованных муниципальных образований и наделении их статусом сельского, городского поселения в Читинской области».

## Население
| 2010  | 2011  | 2012  | 2013  | 2014  | 2015  | 2016  |
| ----- | ----- | ----- | ----- | ----- | ----- | ----- |
| 1167  | ↘1165 | →1165 | ↘1157 | →1157 | ↘1124 | ↘1103 |
| 2017  | 2018  | 2019  | 2020  | 2021  |       |       |
| ↘1078 | ↘1058 | →1058 | ↘1030 | ↘1022 |       |       |

## Состав сельского поселения
| № | Населённый пункт | Тип населённого пункта       | Население |
| - | ---------------- | ---------------------------- | --------- |
| 1 | Западный Узон    | село                         |           |
| 2 | Северный Узон    | село                         |           |
| 3 | Узон             | село, административный центр | ↘1037     |
| 4 | Южный Узон       | село                         |           |